# Ōmi-dō (Tsukuba)

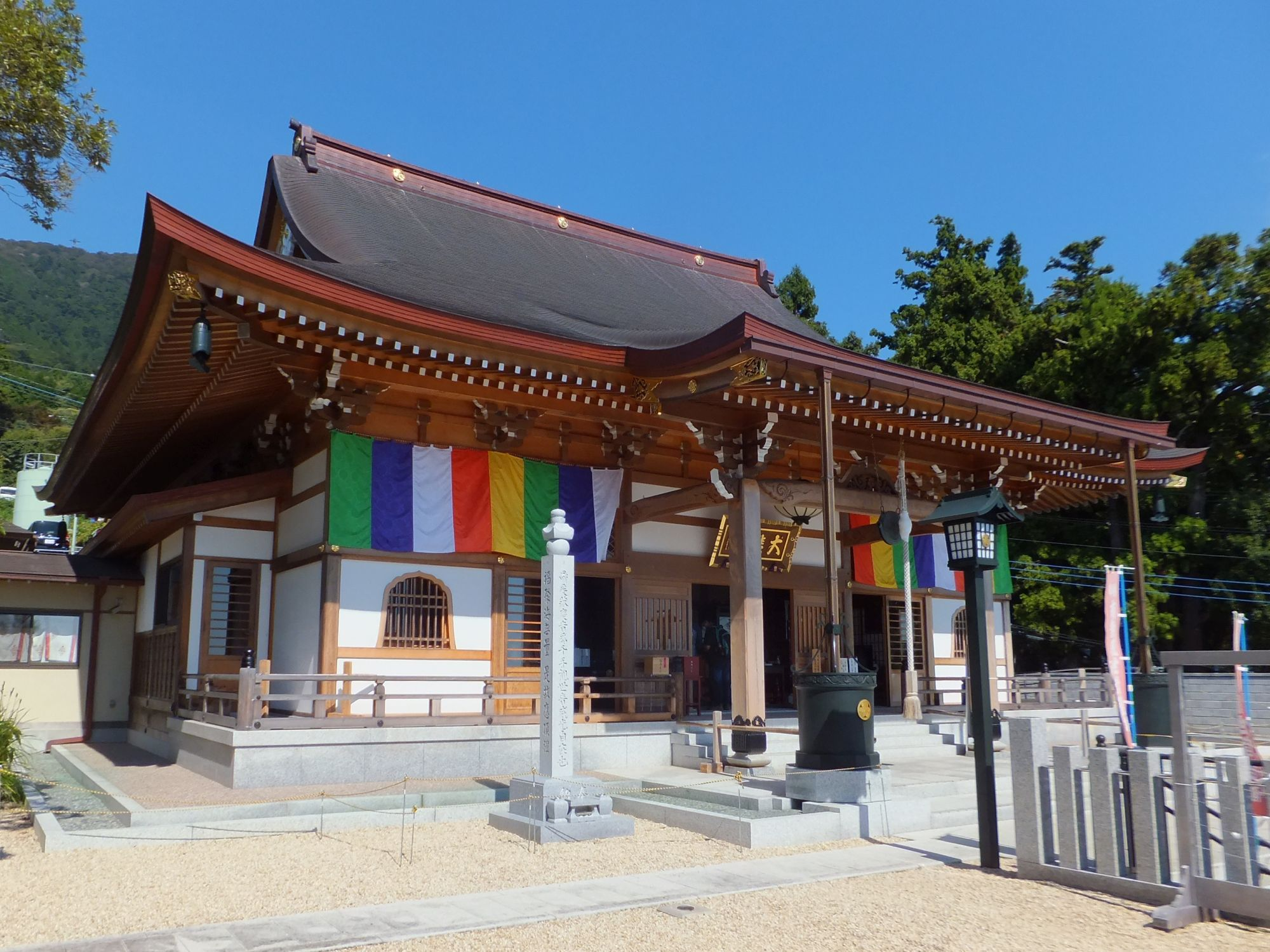
Haupthalle

Der Ōmi-dō (japanisch 大御堂) mit den Bergnamen Tsukubasan (筑波山) ist ein Tempel, der zum Buzan-Zweig (豊山派 Buzan-ha) der Shingon-Richtung des Buddhismus gehört. Er befindet sich in Tsukuba am Fuße des gleichnamigen Berges in der Präfektur Ibaraki, Japan. In der traditionellen Zählung ist er der 25. der 33 Tempel der Kantō-Region.

## Geschichte
Der Tempel wurde von Priester Tokuitsu (徳一法師 - hōshi; gestorben 843) im Jahr 782 gegründet. Der heutige Tempel wurde ab 1960 etwas südlich vom Tsukubasan-Schrein (筑波山神社) wieder errichtet, nachdem der ursprüngliche Tempel nach der Meiji-Restauration im Zusammenhang mit der Trennung von Buddhismus und Shintoismus (Haibutsu kishaku) zerstört worden war. Verehrt wird eine tausendarmige Kannon (千手観世音 Senshu Kanzeon).

## Die Anlage
Die Tempelebene ist von Süden her über eine längere Treppe zu erreichen. Oben steht voraus die Haupthalle (本堂 Hondō) und gleich rechts der Glockenturm (鐘楼 Shōrō).